# Nationaal park Comoé
Het nationaal park Comoé (Frans: Parc national de la Comoé) is een nationaal park in Ivoorkust, in de regio Zanzan, zo'n 100 km ten noordwesten van Bondoukou in het noordoosten van het land. Het park is onderdeel van de ecoregio van de West-Soedanese savanne. In het park zijn dorpen van de Lobi. Het nationaal park werd in 1968 opgericht en is genoemd naar de Komoé, de rivier die het park doorkruist.
Het gebied is ongeveer 11.500 km² groot. Reeds in 1926 was er sprake van registratie als natuurreservaat, wat in 1953 als Réserve de Bouna werd gerealiseerd. In 1968 werd dit het Parc national de la Comoé. Bij de bedreigde diersoorten in het park de chimpansee en de Afrikaanse wilde hond en de kwetsbare olifantensoort Loxodonta africana africana, een savanneolifant. In het stroomgebied van de Komoé en zijrivieren leven verder 60 soorten vissen. Ook de krokodillen zijn waardevol, waaronder de dwergkrokodil. De fauna omvat ook onder meer bavianen, huzaarapen, groene meerkatten, antilopen (koeantilopen, Hippotragus, kobs en oribi), knobbelzwijnen, kafferbuffels en nijlpaarden maar ook leeuwen en luipaarden.
In 1983 tijdens de 7e sessie van de Commissie voor het Werelderfgoed werd het park opgenomen op de UNESCO werelderfgoedlijst. Datzelfde jaar werd het park ook geregistreerd als UNESCO biosfeerreservaat. Het nationaal park Comoé werd erkend enerzijds omwille van de grootte - het is een van de grootste beschermde gebieden in West-Afrika - en anderzijds omdat in het park een grote diversiteit aan planten is. Door de aanwezigheid van de Komoé rivier kent het gebied een unieke biotoop met planten die veelal enkel veel zuidelijker groeien. Het park werd in 2003 opgenomen op de lijst van het bedreigd erfgoed omwille van zware problemen met wildstroperij. Het park werd pas van de bedreigde lijst gehaald in 2017 tijdens de 41e sessie van de evaluatiecommissie.
- Gemeinsame Normdatei: 4285381-3
- Library of Congress Control Number: sh2007006772
- Nationale Bibliotheek van Israël: 987007537521905171
- Système universitaire de documentation: 174791321
- Virtual International Authority File: 235611839